# Volo Emirates 521
Il volo Emirates 521 era un collegamento passeggeri di linea internazionale da Thiruvananthapuram, India, a Dubai, Emirati Arabi Uniti, operato da Emirates utilizzando un Boeing 777-300. Il 3 agosto 2016, l'aereo, che trasportava 282 passeggeri e 18 membri dell'equipaggio, è precipitato al suolo durante l'atterraggio all'aeroporto Internazionale di Dubai.
Tutte le 300 persone a bordo sono sopravvissute all'incidente; 24 sono rimasti feriti, uno gravemente. Un pompiere dell'aeroporto è morto durante le operazioni di salvataggio e altri otto sono rimasti feriti. L'incidente è l'unico di Emirates con perdita completa dell'aeromobile.

## Dettagli

### L'aereo
L'aeromobile coinvolto era un Boeing 777-31H con registrazione A6-EMW, numero di serie 32700 e numero di linea 434. Era equipaggiato con due motori Rolls-Royce Trent 892 ed aveva tredici anni, avendo fatto il suo primo volo il 7 marzo 2003. Fu consegnato direttamente dalla Boeing ad Emirates il 28 marzo 2003 e aveva accumulato oltre 58 000 ore di volo in 13 000 cicli prima dell'incidente.

### Passeggeri ed equipaggio
L'aeromobile trasportava 282 passeggeri e 18 membri dell'equipaggio. Il comandante (34) era un cittadino degli Emirati Arabi Uniti con 7 457 ore di volo, 5 123 sui 777. Assunto da Emirates come cadetto nel 2004, iniziò a pilotare i 777 nel 2009. Il primo ufficiale era l'australiano Jeremy Webb (37), con 7 957 ore di volo totali di cui 1 292 sui 777, assunto da Emirates nel 2014.

## L'incidente
Il 3 agosto 2016, il volo EK521 decollò dall'aeroporto Internazionale di Trivandrum (TRV) alle 10:34 IST (05:04 UTC), in ritardo di mezz'ora rispetto all'orario di partenza previsto. L'atterraggio all'aeroporto Internazionale di Dubai (DXB) era programmato per le 12:24 GST (08:24 UTC).
La fase di avvicinamento avvenne normalmente dal punto di vista del controllo del traffico aereo (ATC). Dopo aver effettuato un atterraggio duro, l'equipaggio riferì l'inizio della manovra di riattaccata; la torre ordinò quindi di salire a 4 000 piedi (1 200 m), e l'equipaggio vi si adeguò. Poco dopo, la torre incaricò anche il volo successivo di effettuare una riattaccata e avvisò i servizi di emergenza. In quei momenti furono riportati fenomeni di wind shear e una temperatura di 48 °C.
L'incidente avvenne alle 12:37 GST (08:37 UTC). Secondo il Preliminary Incident Report, un significativo wind shear stava influenzando la velocità dell'aereo durante la parte finale dell'avvicinamento; il velivolo atterrò sulla pista 12L, lunga 4 000 metri (13 000 ft), a circa 1 100 metri (3 600 ft) oltre la soglia, ad una velocità di 162 nodi (300 km/h). Due secondi dopo, il RAAS della cabina di pilotaggio emise un avvertimento "LONG LANDING" (atterraggio lungo) e l'equipaggio iniziò le procedure di riattaccata. Sei secondi dopo il contatto con la pista del carrello di atterraggio principale, e con quello anteriore ancora non sul terreno, l'aereo tornò in volo. Quattro secondi dopo, la posizione dei flap venne ridotta a 20°, seguita dalla retrazione del carrello. Le manette di potenza dei motori rimasero al minimo durante tutti questi eventi, poiché i piloti si stavano affidando all'automanetta. Il velivolo raggiunse un'altitudine massima sopra la pista di 85 piedi (26 m) con la velocità in diminuzione, prima di iniziare ad abbassarsi. Dodici secondi dopo essere tornato in volo, le manette furono finalmente portate al massimo, tuttavia era troppo tardi e il velivolo colpì la pista con il carrello, in uno stato parzialmente retratto, tre secondi dopo.
L'aereo impattò con la parte inferiore della fusoliera posteriore e slittò per circa 800 metri (2 600 ft) lungo la pista, fino a girarsi a destra di circa 120 gradi. Durante lo slittamento, il motore destro si staccò e scivolò lungo il bordo anteriore verso la punta dell'ala. I veicoli del servizio antincendio arrivarono sul luogo dell'incidente meno di 90 secondi dopo il completo stop dell'aeromobile e iniziarono ad estinguere gli incendi da diverse posizioni; tutti e 300 i passeggeri e l'equipaggio furono evacuati in sicurezza. Tuttavia, video dall'interno dell'aeromobile, ripresi dalle telecamere dei cellulari, mostrarono i passeggeri dare priorità ai bagagli a mano rispetto alla procedura di evacuazione, che risultò eccessivamente lunga, con conseguenti pesanti critiche. Nove minuti dopo, con solo il comandante e il capo assistente di volo ancora a bordo (stavano controllando l'eventuale presenza di altri passeggeri), il serbatoio centrale del velivolo esplose, provocando la morte di un pompiere, un residente di Ras al-Khaimah di nome Jasim Issa Mohammed Hasan. Ventiquattro degli occupanti dell'aeromobile rimasero feriti – incluso il comandante e il capo assistente di volo, che furono evacuati dopo l'esplosione; quest'ultimo era l'unica persona tra i passeggeri e l'equipaggio ad essere rimasta gravemente ferita a causa di inalazione di fumo. Inoltre, otto pompieri e un poliziotto rimasero feriti; molti dei vigili del fuoco accusarono un colpo di calore. L'esplosione provocò il propagarsi dell'incendio nella cabina dell'aeromobile; furono necessarie 16 ore per spegnerlo completamente. L'aeroporto fu chiuso durante e in seguito all'incidente, provocando il dirottamento di numerosi voli.

## Le indagini
La General Civil Aviation Authority (GCAA), responsabile delle indagini sugli incidenti nel settore dell'aviazione civile negli Emirati Arabi Uniti, aprì un'indagine sull'incidente. Inizialmente si aspettava un completamento in 3-5 mesi, assistita da Emirates, la compagnia aerea coinvolta, Boeing, il costruttore dell'aeromobile, e Rolls-Royce, produttrice dei motori del 777. Inoltre, il National Transportation Safety Board (NTSB) degli Stati Uniti inviò una squadra di cinque persone per unirsi agli altri investigatori. Il registratore dei dati di volo e il registratore vocale della cabina di pilotaggio furono rimossi dall'aereo il giorno dopo l'incidente. Una relazione preliminare sull'incidente fu pubblicata nel settembre 2016. Il 20 novembre 2016, il GCAA dichiarò che le indagini sarebbero continuate fino al 2019. La GCAA rilasciò una dichiarazione provvisoria nell'agosto 2017. Un rapporto preliminare rilevò che il pilota aveva tentato di decollare nuovamente dopo aver brevemente toccato terra e che l'aereo alla fine aveva colpito la pista mentre il suo carrello di atterraggio si stava ancora retraendo.
Il final report è stato pubblicato il 6 febbraio 2020. Nel rapporto, più nello specifico nella sezione delle cause, viene riportato:
L'equipaggio non ha monitorato efficacemente i parametri primari della strumentazione di volo durante l'atterraggio e la riattaccata. L'equipaggio non era a conoscenza del fatto che l'automanetta (A/T) non avesse risposto allo spostamento delle manette del motore in posizione TO/GA (take off/go around) dopo che il comandante aveva premuto l'interruttore TO/GA, seguendo la procedura di go-around e Missed Approach contenuta nel FCOM (Flight Crew Operating Manual).

L'equipaggio non ha intrapreso azioni correttive per aumentare la potenza poiché ha omesso le fasi di verifica della spinta del motore indicate dal FCOM per una corretta procedura di mancato avvicinamento e riattaccata.»
(GCAA, Final report Emirates 521)

## Conseguenze
A seguito dell'incidente, l'aeroporto fu chiuso per 5 ore e mezza; molti voli furono dirottati verso aeroporti vicini come l'aeroporto Internazionale di Abu Dhabi, l'aeroporto Internazionale di Sharjah e l'aeroporto Internazionale Al Maktoum. La chiusura portò Emirates e Flydubai a cancellare molti dei loro voli, e interessò anche 23 000 passeggeri in quei momenti all'aeroporto. L'aeroporto internazionale di Dubai riprese le operazioni alle 18:30 ora locale, a capacità limitata, utilizzando solo una pista e massimizzando l'uso delle piste dell'aeroporto internazionale Al Maktoum. Gli aerei in arrivo avevano la priorità rispetto ai voli di partenza. La pista danneggiata fu riparata e riaperta alle 17:45 ora locale il 4 agosto e l'aeroporto riprese le normali operazioni il 6 agosto, 72 ore dopo l'incidente.
L'11 agosto, otto giorni dopo l'incidente, Emirates fornì un risarcimento di 7 000 USD (circa 6 350 EUR) per ciascuno dei 282 passeggeri.